# Littérature expérimentale

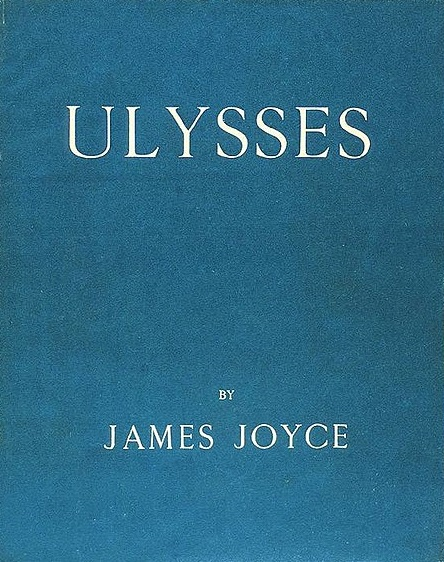
un exemple de la littérature expérimentale:Ulysses de James Joyce

On appelle littérature expérimentale une littérature qui s'intéresse à renouveler les formes et les procédés littéraires et ne se contente pas de reproduire ceux du passé. Aussi peut-on considérer divers mouvements littéraires comme pouvant entrer dans cette catégorie tels le surréalisme, le lettrisme, l'Oulipo et les littératures à contraintes.
Ou encore les expérimentations de la micronouvelle ou de la "twittérature".

## Littérature à contraintes
La littérature à contraintes n'est pas un genre littéraire, c'est le produit de l'utilisation de contraintes artistiques volontaires. La plupart des poèmes à forme fixe relèvent de la littérature à contraintes. Raymond Roussel en a inventé et utilisé de nombreuses formes (Comment j'ai écrit certains de mes livres). L'Oulipo, notamment, en a systématisé l'utilisation.